# Horst Benno Adolf von Minckwitz
Horst Benno Adolf von Minckwitz (* 20. Februar 1877 in Görlitz; † 25. Februar 1956 in Oberottenhain) war sächsischer Offizier, Militärflieger im Ersten Weltkrieg und maßgeblich am Aufbau der Fliegertruppen im Königreich Sachsen beteiligt. Im Zweiten Weltkrieg stieg er in den Rang eines Oberstleutnants auf.

## Biografie

### Familie
Der aus dem Adelsgeschlecht von Minckwitz stammende Sohn von Benno Wilhelm von Minckwitz (1829–1913) und seiner Frau Elisabeth, geborene Wolff von Schutter (1844–1916) war das drittgeborene Kind des Ehepaares. Zur Familie gehörten fünf Schwestern und zwei Brüder die gleichfalls Offiziere wurden.
Am 18. April 1917 heiratete er in Großenhain Lonny von Wilmowski (1890–1967), mit der er eine Tochter hatte:
- Gisela (* 1920) ⚭ 1945 Rudolf Dießner (1912–1985)

### Leben
Die Kindheit verbrachte Minckwitz auf einen Gut in Galizien. Im Frühjahr 1889 trat er in das Kadettenkorps in Dresden ein. Ab Mai 1897 diente er im Schützen-(Füs.)-Regiment „Prinz Georg“ (Königlich Sächsisches) Nr. 108. Nach dem Besuch der Kriegsschule in Neisse wurde Minckwitz 1898 zum Secondeleutnant befördert. Anschließend diente Minckwitz bis 1907 in der Munitionsfabrik Dresden und bei der Gewehr-Prüfungskommission in Spandau. 1906 erfolgte seine Beförderung zum Oberleutnant und 1912 die zum Hauptmann. Ab Herbst 1912 war er innerhalb seines Stammregiments als Kompanie-Chef tätig.
Im April 1913 wurde Minckwitz zur Preußischen Fliegertruppe versetzt. Dort wurde er im Juni des gleichen Jahres zum Kommandeur der Fliegerschule in Lindenthal ernannt. Im Oktober 1913 wurde er Chef der 3. Kompanie des Königlich-Preußischen Fliegerbataillons auf dem Flugplatz Döberitz, später Großenhain. Als dieser leitete er den Aufbau der dortigen Fliegerstation. Nach Ausbruch des Ersten Weltkrieges wurde Minckwitz als Beobachter und Abteilungsführer bei der Feldflieger-Abteilung 24 (FFA 24) an der Westfront eingesetzt. Als Stabsoffiziere der Flieger beriet er das Oberkommando der 3. Armee unter Generaloberst Max von Hausen und General der Kavallerie Karl von Einem. Ende 1914 wurde Minckwitz vom Fronteinsatz herausgelöst und stellte in Großenhain die neue Flieger-Ersatz-Abteilung 6 auf. Bekanntester Flugschüler war Manfred von Richthofen. Ab August 1915 leitete Minckwitz in Berlin den Bauausschuss für Fliegerstationen der sich für den Bau von 30 neuen Flugplätzen verantwortlich zeichnete. 1916 wurde er Abteilungsleiter für Fliegerbauten bei der Inspektion der Fliegertruppen. 1917 wurde Minckwitz zum Major befördert und in gleicher Stellung nach Großenhain zurückversetzt. Dort wandelte er die Flieger-Ersatz-Abteilung 6 von einer preußischen in eine sächsische Fliegerabteilung um. Im September 1918 wurde er Kommandeur der Flieger im Heimatgebiet Nr. 5.
Im November 1919 schied Minckwitz auf eigenen Wunsch hin aus dem Militärdienst aus. Nach seiner Pensionierung erwarb er in Großraschütz eine Gärtnerei. Mit Ausbruch des Zweiten Weltkrieges wurde der mittlerweile 62-jährige Minckwitz für den Militärdienst reaktiviert und beaufsichtigte landwirtschaftliche Güter. 1941 erfolgte seine Beförderung zum Oberstleutnant und im September 1943 schied er aus dem Militärdienst aus. Nach Kriegsende wurde Minckwitz enteignet. 
1956 starb er in Oberottenhain.

### Nachwirken
Am Flugplatz Großenhain erinnert heute die Major-von-Minckwitz-Allee an dessen Rolle als Organisator der sächsischen Fliegerei.